# Zvjezdane staze: Discovery
Zvjezdane staze: Discovery (eng. Star Trek: Discovery) američka je znanstveno-fantastična serija, čiji su tvorci Bryan Fuller i Alex Kurtzman, prema franšizi koju je osmislio Gene Roddenberry. Novi serijal snima se za televizijsku kuću CBS, a primijerno je emitiran na CBS-ovom All Acessu 24. rujna 2017. godine, nakon što je otkazana primjera za svibanj iste godine.

## Pregled serije
Posada se nalazi na Flotinom brodu USS Discovery (NCC-1031).
Discovery je znanstveni prototip na kojem se razrađuje eksperimentalni pogon na spore koji brodu u teoriji omogućuje da se pojavi bilo gdje u tren oka.
- Prva sezona fokusira se na rat između Federacije i Klingonskog carstva i na pokušaje osposobljavanja pogona na spore. Discoveryjem zapovijeda kap. Gabriel Lorca.
- Druga sezona prati misteriozne crvene signale koji se pojavljuju u vrijeme krize nad nekim planetom, kao i razvoj umjetne inteligencije koja prijeti istrijebiti sav život u svemiru. Discoveryjem zapovijeda kap. Christopher Pike.
- Treća sezona prati odlazak posade u budućnost, 32. stoljeće, godinu 3188. i pokušaje razrješenja misteriozne pojave (The Burn) nakon koje je svaki brod sa aktivnim warp pogonom eksplodirao odjednom, što je dovelo do kraha Federacije. Brodom zapovijeda kap. Saru.
- Četvrta sezona prati nepredvidivu anomaliju tamne tvari koja prijeti planetima sa životom, a koju pokreće iznimno napredna tuđinska tehnologija; i pokušaje ponovnog uspostavljanja Federacije. Brodom zapovijeda Michael Burnham.

Prve tri sezone emitirane su na CBS-ovom All Accessu, od četvrte sezone CBS All Access rebrandirao se u Paramount+.
U siječnju 2022. serija obnovljena za petu sezonu sastavljenu od 10 epizoda.
| Sezona | Sezona | Epizoda | Epizoda           | Premijera sezone    | Kraj sezone         |
| ------ | ------ | ------- | ----------------- | ------------------- | ------------------- |
|        | 1      | 15      | 9                 | 24. rujna 2017.     | 12. studenoga 2017. |
| 6      | 1      | 15      | 7. siječnja 2018. | 11. veljače 2018.   |                     |
|        | 2      | 14      | 14                | 17. siječnja 2019.  | 18. travnja 2019.   |
|        | 3      | 13      | 13                | 15. listopada 2020. | 7. siječnja 2021.   |
|        | 4      | 13      | 13                | 18. studenoga 2021. | 17. ožujka 2022.    |
|        | 5      | 10      | 10                | 4. travnja 2024.    | 30. svibnja 2024.   |

## Vanjske poveznice
- Star Trek: Discovery - IMDb (engl.)
- Star Trek: Discovery -cbs.com (engl.)